# Tibetansk terrier
 Der er for få eller ingen kildehenvisninger i denne artikel, hvilket er et problem. Du kan hjælpe ved at angive troværdige kilder til de påstande, som fremføres i artiklen.

Den tibetanske terrier er en hunderace, som stammer fra Tibet. Denne hunderace er opdrættet i Tibets bjerglandskab og blev oprindelig brugt til at vogte flokke af geder og får. Denne hund er opdrættet til at overleve under de hårde klimatiske forhold i deres hjemland, der kan variere fra vilde snestorme til voldsomme sandstorme. På trods af navnet hører den ikke under terriergruppen. Den fik i stedet navnet fra europæiske rejsende, som syntes den mindede om terriere. Den har hørt til i klostre i over 2000 år. Her blev den brugt som maskot, vagthunde og selskabshunde. Den findes i flere farver, ofte en kombination af flere farver f.eks. sort og hvid, har en højde på ca. 35–41 cm og en normalvægt på ca. 8 – 14 kg.

## Historie
Racen, som menes at være den ældste rene race.
I de tibetanske klostre var det ikke ualmindeligt, at man havde en terrier til bl.a. at holde slangerne væk og den betød held. På et sådant kloster arbejdede i slutningen af 1800-tallet en engelsk, kvindelig læge Dr. A.R.H. Greig, som havde kureret en munk. Som tak for helbredelsen bragte han lægen en Tibetansk Terrier, hvilket er den største gave man kunne give. Ydermere gav selveste Dalai Lama en af sine hunde som tegn på yderste taknemmelighed. Derfor kunne lægen, efter endt gerning, rejse tilbage til England med et par af disse hunde, som hun var kommet til at sætte så megen pris på. Således kom denne race til Europa, hvor den snart vandt stor udbredelse pga. sin venlighed og evne til at tilpasse sig sin familie.